# Ryttere og hold i Tour de France 2008
Dette er en liste over de 21 hold med ni ryttere hver, som starter i Tour de France 2008 som foregår mellem 5. juli og 27. juli 2008.

## Holdene
| Silence-Lotto SIL        | Silence-Lotto SIL  | Silence-Lotto SIL | Silence-Lotto SIL | Silence-Lotto SIL |
| ------------------------ | ------------------ | ----------------- | ----------------- | ----------------- |
| Nr.                      |                    | Alder             |                   | Pos.              |
| 1                        | Cadel Evans        | 31                | Australien        |                   |
| 2                        | Mario Aerts        | 33                | Belgien           |                   |
| 3                        | Christophe Brandt  | 31                | Belgien           | DNF 19            |
| 4                        | Dario Cioni        | 33                | Italien           |                   |
| 5                        | Leif Hoste         | 30                | Belgien           |                   |
| 6                        | Robbie McEwen      | 36                | Australien        |                   |
| 7                        | Jaroslav Popovytj  | 28                | Ukraine           |                   |
| 8                        | Johan Van Summeren | 27                | Belgien           |                   |
| 9                        | Wim Vansevenant    | 36                | Belgien           |                   |
| Holdleder: Marc Sergeant |                    |                   |                   |                   |

| Team CSC-Saxo Bank CSC | Team CSC-Saxo Bank CSC | Team CSC-Saxo Bank CSC | Team CSC-Saxo Bank CSC | Team CSC-Saxo Bank CSC |
| ---------------------- | ---------------------- | ---------------------- | ---------------------- | ---------------------- |
| Nr.                    |                        | Alder                  |                        | Pos.                   |
| 11                     | Carlos Sastre          | 33                     | Spanien                |                        |
| 12                     | Kurt Asle Arvesen      | 33                     | Norge                  |                        |
| 13                     | Fabian Cancellara      | 27                     | Schweiz                |                        |
| 14                     | Volodymyr Gustov       | 31                     | Ukraine                |                        |
| 15                     | Stuart O'Grady         | 34                     | Australien             |                        |
| 16                     | Andy Schleck           | 23                     | Luxembourg             |                        |
| 17                     | Fränk Schleck          | 28                     | Luxembourg             |                        |
| 18                     | Nicki Sørensen         | 33                     | Danmark                |                        |
| 19                     | Jens Voigt             | 36                     | Tyskland               |                        |
| Holdleder: Bjarne Riis |                        |                        |                        |                        |

| Euskaltel-Euskadi EUS       | Euskaltel-Euskadi EUS | Euskaltel-Euskadi EUS | Euskaltel-Euskadi EUS | Euskaltel-Euskadi EUS |
| --------------------------- | --------------------- | --------------------- | --------------------- | --------------------- |
| Nr.                         |                       | Alder                 |                       | Pos.                  |
| 21                          | Haimar Zubeldia       | 31                    | Spanien               |                       |
| 22                          | Mikel Astarloza       | 28                    | Spanien               |                       |
| 23                          | Iñaki Isasi Flores    | 31                    | Spanien               |                       |
| 24                          | Egoi Martínez         | 30                    | Spanien               |                       |
| 25                          | Juan José Oroz        | 27                    | Spanien               |                       |
| 26                          | Rubén Pérez           | 26                    | Spanien               |                       |
| 27                          | Samuel Sánchez        | 30                    | Spanien               |                       |
| 28                          | Amets Txurruka        | 25                    | Spanien               |                       |
| 29                          | Gorka Verdugo         | 29                    | Spanien               |                       |
| Holdleder: Miguel Madariaga |                       |                       |                       |                       |

| Caisse d'Epargne GCE     | Caisse d'Epargne GCE | Caisse d'Epargne GCE | Caisse d'Epargne GCE | Caisse d'Epargne GCE |
| ------------------------ | -------------------- | -------------------- | -------------------- | -------------------- |
| Nr.                      |                      | Alder                |                      | Pos.                 |
| 31                       | Alejandro Valverde   | 28                   | Spanien              |                      |
| 32                       | David Arroyo         | 28                   | Spanien              |                      |
| 33                       | Arnaud Coyot         | 27                   | Frankrig             |                      |
| 34                       | José Vicente García  | 35                   | Spanien              |                      |
| 35                       | Iván Gutiérrez       | 29                   | Spanien              |                      |
| 36                       | David López          | 27                   | Spanien              |                      |
| 37                       | Oscar Pereiro        | 30                   | Spanien              | DNF 15               |
| 38                       | Nicolas Portal       | 29                   | Frankrig             |                      |
| 39                       | Luis León Sánchez    | 24                   | Spanien              |                      |
| Holdleder: Eusebio Unzue |                      |                      |                      |                      |

| Team Columbia THR     | Team Columbia THR   | Team Columbia THR | Team Columbia THR | Team Columbia THR |
| --------------------- | ------------------- | ----------------- | ----------------- | ----------------- |
| Nr.                   |                     | Alder             |                   | Pos.              |
| 41                    | Kim Kirchen         | 29                | Luxembourg        |                   |
| 42                    | Marcus Burghardt    | 24                | Tyskland          |                   |
| 43                    | Mark Cavendish      | 23                | Storbritannien    | DNS 15            |
| 44                    | Gerald Ciolek       | 21                | Tyskland          |                   |
| 45                    | Bernhard Eisel      | 27                | Østrig            |                   |
| 46                    | Adam Hansen         | 27                | Australien        |                   |
| 47                    | George Hincapie     | 34                | USA               |                   |
| 48                    | Thomas Lövkvist     | 24                | Sverige           |                   |
| 49                    | Kanstantsin Siutsou | 25                | Hviderusland      |                   |
| Holdleder: Rolf Aldag |                     |                   |                   |                   |

| Barloworld BAR           | Barloworld BAR        | Barloworld BAR | Barloworld BAR | Barloworld BAR |
| ------------------------ | --------------------- | -------------- | -------------- | -------------- |
| Nr.                      |                       | Alder          |                | Pos.           |
| 51                       | Mauricio Soler        | 25             | Colombia       | DNF-5          |
| 52                       | John-Lee Augustyn     | 21             | Sydafrika      |                |
| 53                       | Félix Rafael Cárdenas | 34             | Colombia       | DNF-11         |
| 54                       | Giampaolo Cheula      | 35             | Italien        |                |
| 55                       | Baden Cooke           | 29             | Australien     |                |
| 56                       | Moisés Dueñas         | 27             | Spanien        | DNS-11         |
| 57                       | Chris Froome          | 23             | Storbritannien |                |
| 58                       | Robert Hunter         | 31             | Sydafrika      |                |
| 59                       | Paolo Longo Borghini  | 27             | Italien        | DNF-11         |
| Holdleder: Claudio Corti |                       |                |                |                |

| Liquigas LIQ               | Liquigas LIQ         | Liquigas LIQ | Liquigas LIQ | Liquigas LIQ |
| -------------------------- | -------------------- | ------------ | ------------ | ------------ |
| Nr.                        |                      | Alder        |              | Pos.         |
| 61                         | Filippo Pozzato      | 26           | Italien      |              |
| 62                         | Manuel Beltran       | 37           | Spanien      | DNS-8        |
| 63                         | Francesco Chicchi    | 27           | Italien      | HD 16        |
| 64                         | Murilo Fischer       | 29           | Brasilien    |              |
| 65                         | Roman Kreuziger      | 22           | Tjekkiet     |              |
| 66                         | Aliaksandr Kuchynski | 28           | Hviderusland |              |
| 67                         | Vincenzo Nibali      | 23           | Italien      |              |
| 68                         | Manuel Quinziato     | 28           | Italien      |              |
| 69                         | Frederik Willems     | 28           | Belgien      |              |
| Holdleder: Stefano Zanatta |                      |              |              |              |

| Lampre LAM                  | Lampre LAM        | Lampre LAM | Lampre LAM | Lampre LAM |
| --------------------------- | ----------------- | ---------- | ---------- | ---------- |
| Nr.                         |                   | Alder      |            | Pos.       |
| 71                          | Damiano Cunego    | 26         | Italien    | DNS 19     |
| 72                          | Alessandro Ballan | 28         | Italien    |            |
| 73                          | Matteo Bono       | 24         | Italien    |            |
| 74                          | Marzio Bruseghin  | 34         | Italien    |            |
| 75                          | Marco Marzano     | 28         | Italien    |            |
| 76                          | Massimiliano Mori | 34         | Italien    |            |
| 77                          | Daniele Righi     | 32         | Italien    |            |
| 78                          | Sylvester Szmyd   | 30         | Polen      |            |
| 79                          | Paolo Tiralongo   | 30         | Italien    |            |
| Holdleder: Giuseppe Saronni |                   |            |            |            |

| Crédit Agricole C.A     | Crédit Agricole C.A | Crédit Agricole C.A | Crédit Agricole C.A | Crédit Agricole C.A |
| ----------------------- | ------------------- | ------------------- | ------------------- | ------------------- |
| Nr.                     |                     | Alder               |                     | Pos.                |
| 81                      | Thor Hushovd        | 30                  | Norge               |                     |
| 82                      | William Bonnet      | 26                  | Frankrig            |                     |
| 83                      | Alexandre Botcharov | 33                  | Rusland             |                     |
| 84                      | Jimmy Engoulvent    | 28                  | Frankrig            |                     |
| 85                      | Dmitry Fofonov      | 31                  | Kasakhstan          |                     |
| 86                      | Simon Gerrans       | 28                  | Australien          |                     |
| 87                      | Christophe Le Mevel | 27                  | Frankrig            |                     |
| 88                      | Rémi Pauriol        | 26                  | Frankrig            |                     |
| 89                      | Mark Renshaw        | 25                  | Australien          | DNF 15              |
| Holdleder: Roger Legeay |                     |                     |                     |                     |

| Quick Step QST                             | Quick Step QST      | Quick Step QST | Quick Step QST | Quick Step QST |
| ------------------------------------------ | ------------------- | -------------- | -------------- | -------------- |
| Nr.                                        |                     | Alder          |                | Pos.           |
| 91                                         | Stijn Devolder      | 28             | Belgien        | DNF 15         |
| 92                                         | Carlos Barredo      | 27             | Spanien        |                |
| 93                                         | Matteo Carrara      | 29             | Italien        |                |
| 94                                         | Steven De Jongh     | 34             | Holland        |                |
| 95                                         | Mauro Facci         | 26             | Italien        | DNF-7          |
| 96                                         | Sébastien Rosseler  | 26             | Belgien        |                |
| 97                                         | Gert Steegmans      | 27             | Belgien        |                |
| 98                                         | Matteo Tosatto      | 34             | Italien        |                |
| 99                                         | Jurgen Van de Walle | 31             | Belgien        |                |
| Holdledere: Wilfried Peeters og Dirk Demol |                     |                |                |                |

| Ag2r-La Mondiale A2R      | Ag2r-La Mondiale A2R | Ag2r-La Mondiale A2R | Ag2r-La Mondiale A2R | Ag2r-La Mondiale A2R |
| ------------------------- | -------------------- | -------------------- | -------------------- | -------------------- |
| Nr.                       |                      | Alder                |                      | Pos.                 |
| 101                       | Cyril Dessel         | 33                   | Frankrig             |                      |
| 102                       | José Luis Arrieta    | 37                   | Spanien              |                      |
| 103                       | Hubert Dupont        | 27                   | Frankrig             |                      |
| 104                       | Vladimir Efimkin     | 26                   | Rusland              |                      |
| 105                       | Martin Elmiger       | 29                   | Schweiz              |                      |
| 106                       | John Gadret          | 29                   | Frankrig             | DNF-7                |
| 107                       | Stéphane Goubert     | 38                   | Frankrig             |                      |
| 108                       | Christophe Riblon    | 27                   | Frankrig             |                      |
| 109                       | Tadej Valjavec       | 31                   | Slovenien            |                      |
| Holdleder: Vincent Lavenu |                      |                      |                      |                      |

| Gerolsteiner GST                | Gerolsteiner GST  | Gerolsteiner GST | Gerolsteiner GST | Gerolsteiner GST |
| ------------------------------- | ----------------- | ---------------- | ---------------- | ---------------- |
| Nr.                             |                   | Alder            |                  | Pos.             |
| 111                             | Stefan Schumacher | 26               | Tyskland         |                  |
| 112                             | Robert Förster    | 30               | Tyskland         |                  |
| 113                             | Markus Fothen     | 26               | Tyskland         |                  |
| 114                             | Heinrich Haussler | 24               | Tyskland         |                  |
| 115                             | Bernhard Kohl     | 26               | Østrig           |                  |
| 116                             | Sven Krauss       | 25               | Tyskland         |                  |
| 117                             | Sebastian Lang    | 28               | Tyskland         |                  |
| 118                             | Ronny Scholz      | 30               | Tyskland         |                  |
| 119                             | Fabian Wegmann    | 28               | Tyskland         | HD 19            |
| Holdleder: Hans-Michael Holczer |                   |                  |                  |                  |

| Agritubel AGR            | Agritubel AGR     | Agritubel AGR | Agritubel AGR | Agritubel AGR |
| ------------------------ | ----------------- | ------------- | ------------- | ------------- |
| Nr.                      |                   | Alder         |               | Pos.          |
| 121                      | Christophe Moreau | 37            | Frankrig      | DNF-7         |
| 122                      | Freddy Bichot     | 28            | Frankrig      |               |
| 123                      | Jimmy Casper      | 30            | Frankrig      | HD 17         |
| 124                      | Romain Feillu     | 24            | Frankrig      | HD 19         |
| 125                      | Eduardo Gonzalo   | 24            | Spanien       |               |
| 126                      | Nicolas Jalabert  | 35            | Frankrig      | DNF 14        |
| 127                      | David Lelay       | 28            | Frankrig      |               |
| 128                      | Geoffroy Lequatre | 27            | Frankrig      |               |
| 129                      | Nicolas Vogondy   | 30            | Frankrig      |               |
| Holdleder: Denis Leproux |                   |               |               |               |

| Rabobank RAB             | Rabobank RAB        | Rabobank RAB | Rabobank RAB | Rabobank RAB |
| ------------------------ | ------------------- | ------------ | ------------ | ------------ |
| Nr.                      |                     | Alder        |              | Pos.         |
| 131                      | Denis Menchov       | 30           | Rusland      |              |
| 132                      | Juan Antonio Flecha | 30           | Spanien      | HD 19        |
| 133                      | Óscar Freire        | 32           | Spanien      |              |
| 134                      | Sebastian Langeveld | 23           | Holland      |              |
| 135                      | Koos Moerenhout     | 34           | Holland      |              |
| 136                      | Joost Posthuma      | 27           | Holland      |              |
| 137                      | Bram Tankink        | 29           | Holland      |              |
| 138                      | Laurens ten Dam     | 27           | Holland      |              |
| 139                      | Pieter Weening      | 27           | Holland      |              |
| Holdleder: Erik Breukink |                     |              |              |              |

| Bouygues Télécom BTL            | Bouygues Télécom BTL | Bouygues Télécom BTL | Bouygues Télécom BTL | Bouygues Télécom BTL |
| ------------------------------- | -------------------- | -------------------- | -------------------- | -------------------- |
| Nr.                             |                      | Alder                |                      | Pos.                 |
| 141                             | Pierrick Fédrigo     | 29                   | Frankrig             |                      |
| 142                             | Stef Clement         | 25                   | Holland              |                      |
| 143                             | Xavier Florencio     | 28                   | Spanien              |                      |
| 144                             | Laurent Lefèvre      | 31                   | Frankrig             |                      |
| 145                             | Jérôme Pineau        | 28                   | Frankrig             |                      |
| 146                             | Matthieu Sprick      | 26                   | Frankrig             |                      |
| 147                             | Iouri Trofimov       | 24                   | Rusland              | DNF-10               |
| 148                             | Johann Tschopp       | 25                   | Schweiz              |                      |
| 149                             | Thomas Voeckler      | 29                   | Frankrig             |                      |
| Holdleder: Jean-René Bernaudeau |                      |                      |                      |                      |

| Team Milram MRM             | Team Milram MRM | Team Milram MRM | Team Milram MRM | Team Milram MRM |
| --------------------------- | --------------- | --------------- | --------------- | --------------- |
| Nr.                         |                 | Alder           |                 | Pos.            |
| 151                         | Erik Zabel      | 37              | Tyskland        |                 |
| 152                         | Ralf Grabsch    | 35              | Tyskland        |                 |
| 153                         | Christian Knees | 27              | Tyskland        |                 |
| 154                         | Brett Lancaster | 28              | Australien      |                 |
| 155                         | Martin Müller   | 34              | Tyskland        |                 |
| 156                         | Björn Schröder  | 27              | Tyskland        |                 |
| 157                         | Niki Terpstra   | 24              | Holland         |                 |
| 158                         | Peter Velits    | 23              | Slovakiet       |                 |
| 159                         | Marco Velo      | 34              | Italien         |                 |
| Holdleder: Gerry van Gerwen |                 |                 |                 |                 |

| Française des Jeux FDJ | Française des Jeux FDJ | Française des Jeux FDJ | Française des Jeux FDJ | Française des Jeux FDJ |
| ---------------------- | ---------------------- | ---------------------- | ---------------------- | ---------------------- |
| Nr.                    |                        | Alder                  |                        | Pos.                   |
| 161                    | Sandy Casar            | 29                     | Frankrig               |                        |
| 162                    | Sébastien Chavanel     | 27                     | Frankrig               | DNF 16                 |
| 163                    | Rémy Di Gregorio       | 22                     | Frankrig               |                        |
| 164                    | Arnaud Gérard          | 23                     | Frankrig               |                        |
| 165                    | Philippe Gilbert       | 25                     | Belgien                |                        |
| 166                    | Lilian Jégou           | 32                     | Frankrig               | DNF-7                  |
| 167                    | Yoann Le Boulanger     | 32                     | Frankrig               |                        |
| 168                    | Jérémy Roy             | 25                     | Frankrig               |                        |
| 169                    | Benoît Vaugrenard      | 26                     | Frankrig               |                        |
| Holdleder: Marc Madiot |                        |                        |                        |                        |

| Saunier Duval-Scott SDV   | Saunier Duval-Scott SDV | Saunier Duval-Scott SDV | Saunier Duval-Scott SDV | Saunier Duval-Scott SDV |
| ------------------------- | ----------------------- | ----------------------- | ----------------------- | ----------------------- |
| Nr.                       |                         | Alder                   |                         | Pos.                    |
| 171                       | Riccardo Riccò          | 24                      | Italien                 | DNS-12                  |
| 172                       | Rubens Bertogliati      | 29                      | Schweiz                 | DNS-12                  |
| 173                       | Juan José Cobo          | 27                      | Spanien                 | DNS-12                  |
| 174                       | David de la Fuente      | 27                      | Spanien                 | DNS-12                  |
| 175                       | Jesus del Nero          | 26                      | Spanien                 | DNS-12                  |
| 176                       | Ángel Gómez Gómez       | 27                      | Spanien                 | DNF-3                   |
| 177                       | Josep Jufré             | 32                      | Spanien                 | DNS-12                  |
| 178                       | Aurélien Passeron       | 24                      | Frankrig                | DNS-6                   |
| 179                       | Leonardo Piepoli        | 36                      | Italien                 | DNS-12                  |
| Holdleder: Mauro Gianetti |                         |                         |                         |                         |

| Cofidis, Le Crédit par Téléphone COF | Cofidis, Le Crédit par Téléphone COF | Cofidis, Le Crédit par Téléphone COF | Cofidis, Le Crédit par Téléphone COF | Cofidis, Le Crédit par Téléphone COF |
| ------------------------------------ | ------------------------------------ | ------------------------------------ | ------------------------------------ | ------------------------------------ |
| Nr.                                  |                                      | Alder                                |                                      | Pos.                                 |
| 181                                  | Sylvain Chavanel                     | 28                                   | Frankrig                             |                                      |
| 182                                  | Stéphane Augé                        | 33                                   | Frankrig                             |                                      |
| 183                                  | Florent Brard                        | 32                                   | Frankrig                             |                                      |
| 184                                  | Hervé Duclos-Lassalle                | 28                                   | Frankrig                             | DNF-1                                |
| 185                                  | Samuel Dumoulin                      | 27                                   | Frankrig                             |                                      |
| 186                                  | Leonardo Duque                       | 28                                   | Colombia                             |                                      |
| 187                                  | David Moncoutié                      | 33                                   | Frankrig                             |                                      |
| 188                                  | Amaël Moinard                        | 26                                   | Frankrig                             |                                      |
| 189                                  | Maxime Monfort                       | 25                                   | Belgien                              |                                      |
| Holdleder: Éric Boyer                |                                      |                                      |                                      |                                      |

| Garmin-Chipotle presented by H3O TGC | Garmin-Chipotle presented by H3O TGC | Garmin-Chipotle presented by H3O TGC | Garmin-Chipotle presented by H3O TGC | Garmin-Chipotle presented by H3O TGC |
| ------------------------------------ | ------------------------------------ | ------------------------------------ | ------------------------------------ | ------------------------------------ |
| Nr.                                  |                                      | Alder                                |                                      | Pos.                                 |
| 191                                  | Christian Vande Velde                | 32                                   | USA                                  |                                      |
| 192                                  | Magnus Bäckstedt                     | 33                                   | Sverige                              | HD-7                                 |
| 193                                  | Julian Dean                          | 33                                   | New Zealand                          |                                      |
| 194                                  | Will Frischkorn                      | 27                                   | USA                                  |                                      |
| 195                                  | Ryder Hesjedal                       | 27                                   | Canada                               |                                      |
| 196                                  | Trent Lowe                           | 23                                   | Australien                           |                                      |
| 197                                  | Martijn Maaskant                     | 24                                   | Holland                              |                                      |
| 198                                  | David Millar                         | 31                                   | Storbritannien                       |                                      |
| 199                                  | Danny Pate                           | 28                                   | USA                                  |                                      |
| Holdleder: Jonathan Vaughters        |                                      |                                      |                                      |                                      |

- DNS (did not start) = Startede ikke på etapen
- DNF (did not finish) = Fuldførte ikke etapen
- HD (hors délais) = Kom ikke i mål indenfor tidsgrænsen